# La Ferté-Bernard
La Ferté-Bernard è un comune francese di 9 622 abitanti situato nel dipartimento della Sarthe nella regione dei Paesi della Loira.

## Società

### Evoluzione demografica
Abitanti censiti

## Curiosità
Secondo la mitologia cristiana, questo paese fu assillato per parecchio tempo dalla Vellosa, un rettile primordiale capace di sputare fuoco. Stando al "Libro degli esseri immaginari" di J. L. Borges, il mostro sarebbe sopravvissuto al Diluvio Universale pur senza aver avuto accesso all'Arca e sarebbe stato ucciso dal fidanzato di una delle sue vittime innocenti.